# Black Brook (River Stour)
Der Black Brook ist ein Wasserlauf in Essex, England. Er entsteht nördlich von Colchester und fließt zunächst in östlicher Richtung und dann in nördlicher Richtung. Südlich von Boxtex Cross wendet er sich nach Osten um im Süden von Dedham nach Norden zu schwenken und dann in den River Stour zu münden.